# Eugène Goblet d'Alviella
Félicien Eugène Albert, conde Goblet d’Alviella (Ixelles, 10 de agosto de 1846 − Ixelles, 9 de septiembre de 1925) fue un abogado y político belga. Trabajó como senador liberal y profesor de Historia de las Religiones y rector de la ULB (Universidad Libre de Bruselas).
Era padre de Félix Goblet d’Alviella, abogado y director de la revista Revue de Belgique.
Se hizo famoso por el libro La migración de los símbolos, que es uno de los fundamentos religiosos de la arqueología. Era masón, miembro de la logia Les Amis Philanthropes (iniciada en 1870), gran maestre de la Gran Oriente de Bélgica (1884), y gran comendador del Supremo Consejo en 1900.

## Algunas publicaciones
- 1885: The Contemporary Evolution of Religious Thought in England (‘la evolución contemporánea del pensamiento religioso en Inglaterra’).
- 1892: Lectures on the origin and growth of the conception of God as illustrated by anthropology and history (‘conferencias sobre el origen y desarrollo de la concepción de Dios como se ilustra en la antropología y la historia’), se trata de las conferencias Hibbert dictadas por Eugene en el Balliol College de Oxford en 1891, aunque se le negó el uso de una habitación por la autoridad universitaria debido a sus puntos de vista inconformista y no sectaria de la religión cristiana y otras cuestiones análogas.
- 1894: Symbols: their migration and universality. Dover Publications, 1894.
- 1903: Eulisinia: de quelques problèmes relatifs aux mystères d’Eulisis (‘Eulisinia [sic, por Eleusinia]: de algunos problemas relativos a los misterios de Eulisis [sic, por Eleusis]’).